# Ґрабіна (Лодзький-Східний повіт)
Ґрабіна (пол. Grabina) — село в Польщі, у гміні Новосольна Лодзький-Східного повіту Лодзинського воєводства.
Населення — 535 осіб (2021).
У 1975-1998 роках село належало до Лодзинського воєводства.

## Демографія
Демографічна структура станом на 2021 рік:
|          | Загалом | Допрацездатний вік | Працездатний вік | Постпрацездатний вік |
| -------- | ------- | ------------------ | ---------------- | -------------------- |
| Чоловіки | 266     | 61                 | 167              | 38                   |
| Жінки    | 269     | 55                 | 146              | 68                   |
| Разом    | 535     | 116                | 313              | 106                  |